# Gennadota
Gennadota är ett släkte av skalbaggar. Gennadota ingår i familjen kortvingar.
Kladogram enligt Catalogue of Life:
| Gennadota | \| \| Gennadota canadensis \| \| \| \| \| \| Gennadota puberula \| \| \| \| |
|           | \| \| Gennadota canadensis \| \| \| \| \| \| Gennadota puberula \| \| \| \| |
|           | Gennadota canadensis                                                        |
|           |                                                                             |
|           | Gennadota puberula                                                          |
|           |                                                                             |